# Rumbo Propio
Rumbo Propio es un movimiento autonomista zuliano, que propugna los principios de gobierno limitado, libre mercado y separación de las instituciones sociales del Estado. Como opositores al chavismo y críticos del marxismo, defienden un mayor autonomía para Zulia como una iniciativa en contra de la revolución bolivariana.
El movimiento Rumbo Propio se dio a conocer mediáticamente a nivel nacional e internacional en el año 2006 (después de una larga presencia regional) cuando sus integrantes fueron acusados públicamente como "secesionistas" y les fueron abiertas averiguaciones por cargos como "traición a la patria", enfrentando posibles condenas de varios años de prisión.

## Origen
Se atribuye el surgimiento del movimiento a los contactos y relaciones entre dos organizaciones no políticas previas, el Centro de Economía de la Oferta, grupo de tipo académico dedicado a la economía política liberal clásica; y la Fundación Metanoia, una asociación cristiana de inspiración ecuménica.

## Ideología
El movimiento se declara liberal en lo económico, en lo político conservador, y cristiano en sus principios. Considera el libre mercado como la base y fundamento de un orden económico sano; la democracia limitada como el orden político óptimo; y el matrimonio, la familia y la propiedad privada como las bases del mejor orden social.
En su Declaración de Principios, Fines y Valores, esta asociación expone las guías principales que la rigen. Parten de la observación de que en Venezuela la política se aboca a atacar a las personas y no a las ideas, las cuales pasan desapercibidas en el debate. Por el contrario la organización considera a todas las personas respetables, no así a todas las ideas que pueden ser verdaderas o falsas, y por consiguiente benéficas o perjudiciales. Por lo tanto niegan el relativismo y consideran que sí hay verdades objetivas. Siendo que las ideas tienen consecuencias objetivas, que muchas veces exceden las buenas intenciones de sus proponentes, algunas podrían ser peligrosas por sus resultados. Por eso las ideas, y sobre todo las malas, deben ser juzgadas de manera severa y rigurosa, aunque con el mayor respeto para sus proponentes y defensores.
Como Rumbo Propio se enmarca dentro de la doctrina del gobierno limitado, considera que el Estado tiene fines indispensables que cumplir, pero específicos y limitados. Dentro de estos estarían el monopolio legal de la fuerza pública, la organización de ejércitos y cuerpos diplomáticos y policiales, la administración de justicia, la construcción de carreteras y puentes, y la recolección de impuestos. Cualquier otra actividad solo entorpecería las propias del Estado, restándole eficacia. Las actividades que no sean exclusivas del Estado deben ser competencia de la iniciativa privada
Como consecuencia de lo anterior, el movimiento se declara antiestatista, pues considera que el estatismo lleva al Estado a realizar tareas impropias que ocasionan trastornos en las áreas en que se inmiscuye y lo lleva a descuidar las suyas.
Por lo tanto tiene como una de sus metas eliminar el estatismo que, consideran, recorta los niveles generales de bienestar y de libertades; en economía, el estatismo ocasiona la inflación que reduce el poder adquisitivo, y los altos impuestos que reducen el ingreso, la inversión y la riqueza. Adicionalmente, el estatismo genera una selva de reglamentos especiales, reduce la vigencia del los Códigos ordinarios de derecho privado, y reduce las posibilidades de acción de los sectores privados.
La organización se proclama contraria al neoliberalismo, pues considera que este, entendido como la serie de doctrinas económicas experimentadas en Latinoamérica principalmente durante la década de 1990, no es liberal, sino, por el contrario, la continuación del estatismo por medios mercantilistas y de acuerdo al programa de las burocracias supranacionales.

## Propuestas
El programa político-económico y social de Rumbo Propio, está resumido en lo que llaman "las 3 libertades y los 11 derechos". Entre las primeras están la libertad política; la libertad económica; y libertad espiritual: intelectual, docente, cultural y moral, de pensamiento y expresión, religiosa, etc.
Entre los derechos se enumeran:
1. Derecho a un Gobierno limitado pero fuerte.
2. Derecho a un Gobierno reducido en atribuciones y gastos.
3. Derecho a un Estado neutral.
4. Derecho a un impuesto moderado.
5. Derecho a un Gobierno libre de deudas.
6. Derecho a la libertad monetaria.
7. Derecho de los ciudadanos a participar en las privatizaciones de activos económicos y empresas estatales.
8. Derecho a competir en mercados abiertos y libres.
9. Derecho de los empleados a participar en las privatizaciones de los institutos estatales de enseñanza, atención médica y de previsión.
10. Derecho a contar con instituciones privadas libres de intromisión estatista, sin controles, subsidios ni otros privilegios.
11. Derecho a cupones estatales para los más pobres, en educación, cuidados médicos, y jubilaciones y pensiones, para la transición a una sociedad justa, productiva, rica, ordenada y pacífica.

## Autonomía
Rumbo Propio propone la vigencia de las autonomías, pues consideran que mediante esta figura político-administrativa, las distintas regiones venezolanas pueden alcanzar un mayor desarrollo al no estar lastradas por el centralismo y las políticas económicas erradas que puedan emanar del poder central.

“Autonomía” (normas propias) es más que autogobierno (gobierno propio) pero menos que independencia política o secesión. Tampoco equivale a autosuficiencia económica (aislamiento del mundo): todo lo contrario. Rumbo Propio quiere el máximo de bienestar para los zulianos, poniendo al Zulia en el Primer Mundo, plenamente integrado en la economía global de hoy. Para ello no se requieren tratados engañosos tipo ALCA o Mercosur, sino nada más decretar los principios históricos de libre comercio y libre cambio, que en el pasado llevaron a las naciones hoy desarrolladas a ser ricas.
Estatuto Autonómico: La Alternativa Liberal

A fin de lograr la mencionada autonomía, la organización propone un Estatuto Autonómico donde se consagren como derechos fundamentales e inalienables de los zulianos, en particular (y de todos aquellos ciudadanos que decidan acogerse a la autonomía en sus propias regiones), las libertades individuales y económicas distintivas del sistema de libre mercado: vida, propiedad, trabajo, ganancia, comercio, empresa, ahorro, inversión, etc. El Estatuto declararía inaplicables y sin valor alguno en el Zulia cualesquiera normas contrarias a su espíritu o su letra.
Para lograr la validez y aplicación del Estatuto Autonómico, el movimiento propone la realización de un Plebiscito Autonómico Zuliano, donde los ciudadanos serián consultados sobre si desean para su región un "Estatuto Autonómico que garantice en el Zulia los derechos individuales y económicos propios del sistema de libre empresa". Si el Consejo Nacional Electoral decide no organizar dicho plebiscito, éste, según la organización, sería llevado a cabo de manera independiente con veeduría internacional.
Posteriormente, se esperaría que el Consejo Legislativo del Estado Zulia aprobara el Estatuto, así como en otra etapa se considera que debería ser aprobado por la Asamblea Nacional.
Tanto el plebiscito autonómico como el estatuto son figuras que, como admiten los propios integrantes del movimiento, no tienen cabida dentro del ordenamiento jurídico del país, empezando por la Constitución vigente que define los límites en la autonomía de los estados, y que para ser modificada requiere un referéndum nacional. Por ello los organizadores consideran que, al igual que otros procesos autonómicos, dichas figuras deberán comenzar como procesos "paraconstitucionales" para luego incorporarse en un nuevo orden jurídico.

## Cronología
Aunque, como queda dicho, las acusaciones contra Rumbo Propio se realizan con mayor contundencia en 2006, ya la agrupación había sido acusada de secesionista en 2005 después de haber iniciado una campaña pro-autonómica mediante el uso de vallas publicitarias.
Sin embargo las actividades del movimiento pasaron desapercibidas judicialmente hasta que el director de un diario de circulación nacional publicó una pequeña reseña sobre Rumbo Propio. El mismo día de su publicación, la noticia fue leída en vivo y directo por el presidente venezolano durante la transmisión de su programa televisivo nacional, durante el cual ordenó una investigación inmediata de la agrupación y acusó a la Casa Blanca y al gobernador zuliano de estar promoviendo la iniciativa.
Aunque en un principio la Fiscalía General de Venezuela reconoció que no tenía pruebas que relacionasen al movimiento con funcionarios estadounidenses, el 9 de mayo imputó a cinco miembros del movimiento por cargos de "delitos contra la integridad territorial y la seguridad de la Nación".
En 2006, junto con otras agrupaciones autocalificadas de autonomistas, Rumbo Propio firmó la llamada "Acta de Guayaquil", en Guayaquil-Ecuador, para constituir la Confederación Internacional por la Libertad y la Autonomía regional, con el fin de difundir y respaldar el autonomismo.
Respecto a las autonomías bolivianas, Rumbo Propio se distancia por razones ideológicas. Según voceros de la organización, los estatutos autonómicos de los bolivianos no son liberales sino gamonalistas, no propician mayores cambios y no son revolucionarios pues conservan vivo el estatismo socialista; y continuarían en las regiones las injusticias, limitaciones a la generación de riquezas y privilegios que la Constitución boliviana le permite al Estado central.